# لودي (كاليفورنيا)
لودي (بالإنجليزية: Lodi )‏ هي إحدى مدن مقاطعة سان جواكوين، كاليفورنيا. تم إعطاءها لقب مدينة في 6 ديسمبر، 1906.

## المناخ
يظهر الجدول التالي التغييرات المناخية على مدار السنة للودي:
| البيانات المناخية لـلودي                                                       | البيانات المناخية لـلودي | البيانات المناخية لـلودي | البيانات المناخية لـلودي | البيانات المناخية لـلودي | البيانات المناخية لـلودي | البيانات المناخية لـلودي | البيانات المناخية لـلودي | البيانات المناخية لـلودي | البيانات المناخية لـلودي | البيانات المناخية لـلودي | البيانات المناخية لـلودي | البيانات المناخية لـلودي | البيانات المناخية لـلودي |
| الشهر                                                                          | يناير                    | فبراير                   | مارس                     | أبريل                    | مايو                     | يونيو                    | يوليو                    | أغسطس                    | سبتمبر                   | أكتوبر                   | نوفمبر                   | ديسمبر                   | المعدل السنوي            |
| ------------------------------------------------------------------------------ | ------------------------ | ------------------------ | ------------------------ | ------------------------ | ------------------------ | ------------------------ | ------------------------ | ------------------------ | ------------------------ | ------------------------ | ------------------------ | ------------------------ | ------------------------ |
| الدرجة القصوى °ف (°م)                                                          | 72 (22)                  | 82 (28)                  | 87 (31)                  | 96 (36)                  | 104 (40)                 | 111 (44)                 | 110 (43)                 | 109 (43)                 | 108 (42)                 | 101 (38)                 | 87 (31)                  | 76 (24)                  | 111 (44)                 |
| متوسط درجة الحرارة الكبرى °ف (°م)                                              | 55 (13)                  | 62 (17)                  | 67 (19)                  | 74 (23)                  | 81 (27)                  | 87 (31)                  | 91 (33)                  | 90 (32)                  | 87 (31)                  | 79 (26)                  | 64 (18)                  | 55 (13)                  | 74 (23)                  |
| متوسط درجة الحرارة الصغرى °ف (°م)                                              | 37 (3)                   | 40 (4)                   | 43 (6)                   | 45 (7)                   | 50 (10)                  | 54 (12)                  | 57 (14)                  | 56 (13)                  | 53 (12)                  | 48 (9)                   | 41 (5)                   | 36 (2)                   | 47 (8)                   |
| أدنى درجة حرارة °ف (°م)                                                        | 11 (−12)                 | 18 (−8)                  | 22 (−6)                  | 28 (−2)                  | 32 (0)                   | 37 (3)                   | 40 (4)                   | 40 (4)                   | 34 (1)                   | 29 (−2)                  | 22 (−6)                  | 13 (−11)                 | 11 (−12)                 |
| معدل هطول الأمطار إنش (مم)                                                     | 3.56 (90)                | 3.29 (84)                | 2.99 (76)                | 1.16 (29)                | 0.61 (15)                | 0.13 (3.3)               | 0.06 (1.5)               | 0.08 (2.0)               | 0.34 (8.6)               | 1.05 (27)                | 2.35 (60)                | 2.60 (66)                | 18.22 (463)              |
| متوسط الأيام الممطرة                                                           | 10                       | 9                        | 9                        | 6                        | 3                        | 1                        | 0                        | 0                        | 1                        | 3                        | 7                        | 9                        | 59                       |
| المصدر #1: http://www.weather.com/weather/wxclimatology/monthly/graph/USCA0623 |                          |                          |                          |                          |                          |                          |                          |                          |                          |                          |                          |                          |                          |
| المصدر #2: (rain days) http://www.wrcc.dri.edu/cgi-bin/cliMAIN.pl?ca5032       |                          |                          |                          |                          |                          |                          |                          |                          |                          |                          |                          |                          |                          |

## توأمة
للودي (كاليفورنيا) اتفاقيات توأمة مع كل من:
- لودي
- كوفو

## أعلام
- ليزا بريكينريدغ
- سارة كارتر
- غوردون جونز
- باتريك لاني
- مات ويت
- براد ولمان
- نيل س. ويلسون

## الموقع الجغرافي
الموقع الجغرافي للمناطق المحيطة بهذه النقطة هو كالتالي: